# Presbyterian Church in Ireland

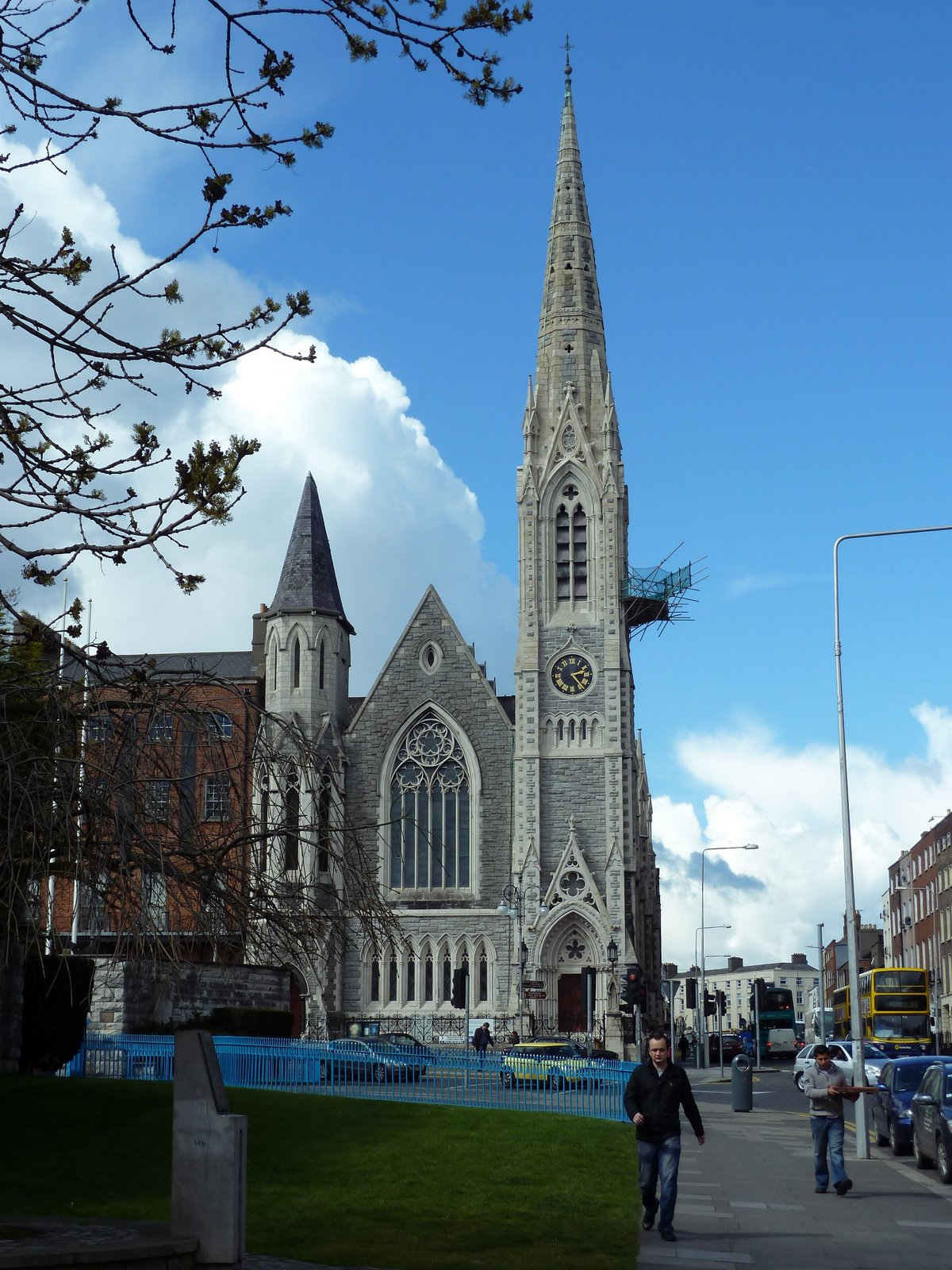
Die Presbyterianerabteikirche in Dublin

Die Presbyterian Church in Ireland (irisch An Eaglais Phreispitéireach in Éirinn, Presbyterianische Kirche in Irland) ist eine presbyterianische, reformierte Kirche in beiden Teilen Irlands mit Schwerpunkt in Nordirland. Ihr Sitz ist in Belfast.

## Ursprung
Die Kirche hat ihren Ursprung in der Auswanderung schottischer Presbyterianer in die irische Provinz Ulster um 1600, aus welcher sich 1642 das Presbytery of Ulster formierte; die heutige Kirche entstand durch den Zusammenschluss verschiedener presbyterianischer Gruppen 1835. Die Geschichte des irischen Presbyterianismus war durch eine Vielzahl von Abspaltungen geprägt, zu nennen sind zum Beispiel hier die Non-Subscribing Presbyterian Church of Ireland und die Freie Presbyterianische Kirche von Ian Paisley.

## Heute
Die Kirche umfasst derzeit (Stand 2017) nach eigenen Angaben rund 225.000 Mitglieder in über 550 Gemeinden und 19 Presbyterien. In Nordirland zählen nach der Volkszählung 2021 sich 16,61 % der Bevölkerung zur Kirche (siehe Religionen in Nordirland), in der Republik Irland weniger als ein Prozent. Die Ordination von Frauen wird seit den 1970er Jahren praktiziert.

## Ökumene
Die Presbyterian Church of Ireland gehört der Weltgemeinschaft Reformierter Kirchen, der Konferenz Europäischer Kirchen, der Gemeinschaft Evangelischer Kirchen in Europa und dem Irish Council of Churches an. Den Ökumenischen Rat der Kirchen verließ die Kirche 1980 aufgrund von dessen Unterstützung südafrikanischer Befreiungsbewegungen.